# Cécile Eddy
Cécile Nicolier connue sous le nom de scène Cécile Eddy (née le 22 janvier 1931 au Havre) est une  actrice française.

## Filmographie
- 1948 : Une grande fille toute simple de Jacques Manuel
- 1948 : La Dame d'onze heures de Jean Devaivre
- 1948 : Les Casse-pieds (Parade du temps perdu) de Jean Dréville
- 1950 : Le Grand Cirque de Georges Peclet
- 1951 : Sans laisser d'adresse de Jean-Paul Le Chanois
- 1951 : La nuit est mon royaume de Georges Lacombe
- 1952 : Le Crime du Bouif d'André Cerf
- 1954 : Raspoutine de Georges Combret
- 1954 : Si Versailles m'était conté... de Sacha Guitry - Mme de Frépons
- 1955 : Passion de femmes de Hans Herwig
- 1956 : Bébés à gogo de Paul Mesnier
- 1956 : Les Lumières du soir de Robert Vernay
- 1957 : Une nuit aux Baléares de Paul Mesnier
- 1960 : Le Septième Jour de Saint-Malo de Paul Mesnier
- 1960 : L'espionne sera à Nouméa de Georges Péclet